# Una prueba de Cariño
Una prueba de Cariño es una película de Argentina en blanco y negro dirigida por Ernesto Vilches sobre su propio guion que se estrenó el 3 de junio de 1938 y que tuvo como protagonistas a Mario Pugliese, Aída Luz, Margarita Padín y Leonor Rinaldi. El nombre del filme hacía un juego de palabras con el apodo del actor Mario Pugliese "Cariño" que décadas después se dedicó a la astrología. La película se encuentra perdida.

## Reparto
- Carlos Crespo
- Mario Lozano ...	Extra
- Aída Luz
- Margarita Padín
- Roberto Paéz
- Ana María Pugliese
- Mario Pugliese
- Leonor Rinaldi
- Los Bohemios
- Roberto Blanklever